# Oriola Club de Futbol
L'Oriola Club de Futbol és un club de futbol de la ciutat d'Oriola (Baix Segura, País Valencià). Va ser fundat el 1993. El seu estadi és el municipal Los Arcos. Actualment juga a Segona Federació.

## Història
l'Oriola CF neix el 4 d'agost de 1993 després que l'Orihuela Juventud y Deportes, que jugava a Primera Regional, absorbís el Atlètic Oriola, un club de futbol base. Inicialment el club conservà els colors de l'Orihuela Juventud y Deportes.
En finalitzar la temporada 1993/94 el principal club de la ciutat l'Orihuela Deportiva CF (club fundat el 1944) va patir una greu crisi econòmica, desapareixent el 1995. L'Orihuela CF assumí els colors groc i blau del club desaparegut esdevenint, a la pràctica, el seu hereu i el primer club de la ciutat. L'any 1997 va adquirir la plaça del club Los Garres a la tercera divisió espanyola. El 2003 aconseguí el seu primer ascens a Segona B.
A més dels clubs esmentats, aquests són els principals clubs que han jugat a la ciutat:
- Juventud Sportiva Orcelitana (1910-13)
- Hispania FC (1915-18)
- Siempre Adelante FC (1919-22)
- Orcelis FC (1920-22)
- Orihuela FC (1922-23 en fusionar-se el Siempre Adelante amb altres clubs i que el 1923-24 s'anomenà Orihuela Deportiva en fusionar-se amb La Adversaria).
- Orihuela FC (1929-34, refundació del club i que el 1932 absorbeix el CD Orihuela (1929))
- Orihuela Deportiva (1929-30, un club diferent de l'anterior)
- CD Orihuela (1942, que el 1944-1995 adopta el nom d'Orihuela Deportiva, per tercer cop a la ciutat)

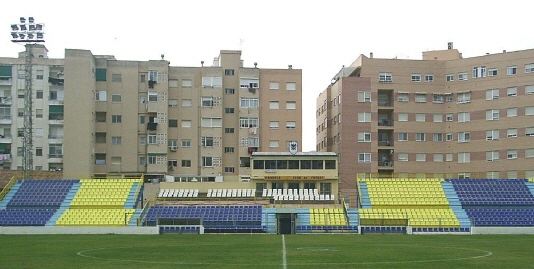
Estadi Los Arcos, on disputa els seus partits com a local l'Oriola CF

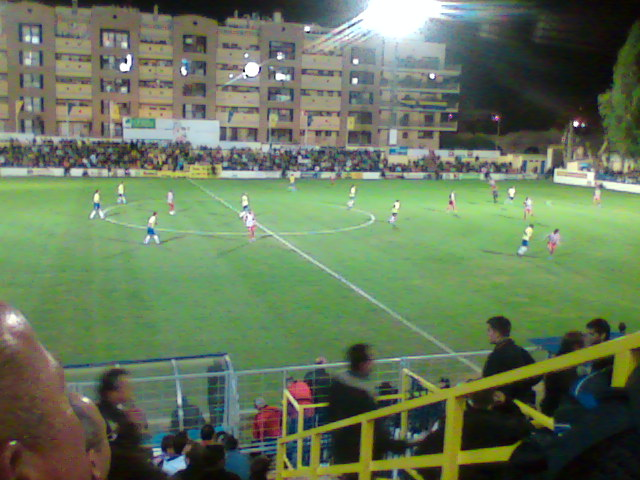
Partit entre l'Oriola CF i l'Atlètic de Madrid de Copa del Rei de 2008, en l'Estadi Los Arcos.

- Oriola CF (1993-avui)

## L'estadi
L'Estadi Municipal Los Arcos és un estadi de futbol de la ciutat d'Oriola. Aquest estadi és actualment utilitzat per l'Oriola Club de Futbol, i té capacitat per a 5000 espectadors.

## Trajectòria esportiva
En les últimes temporades, contant la 2020-21, ha disputat 10 temporades a la Segona Divisió B i 10 a la Tercera Divisió.
| - 2001-02: 3a Divisió 1r - 2002-03: 2a Divisió B 20è - 2003-04: 3a Divisió 5è - 2004-05: 3a Divisió 5è - 2005-06: 3a Divisió 1r |  | - 2006-07: 2a Divisió B 7è - 2007-08: 2a Divisió B 5è - 2008-09: 2a Divisió B 11è - 2009-10: 2a Divisió B 7è - 2010-11: 2a Divisió B 4t |  | - 2011-12: 2a Divisió B 2n - 2012-13: 2a Divisió B 19è - 2013-14: 3a Divisió 3r - 2014-15: 3a Divisió 7è - 2015-16: 3a Divisió 8è |  | - 2016-17: 3a Divisió 5è - 2017-18: 3a Divisió 3r - 2018-19: 3a Divisió 1r - 2019-20: 2a Divisió B 20è - 2020-21: 2a Divisió B |  |  |

## Palmarès
- Campió de Tercera divisió (3): 1999, 2002, 2006